# ديفيد وايت (جيولوجي)
ديفيد وايت (بالإنجليزية: David White)‏ هو عالم نبات وجيولوجي أمريكي، ولد في 1 يوليو 1862 في بالميرا في الولايات المتحدة، وتوفي في 7 فبراير 1935 في واشنطن العاصمة في الولايات المتحدة.